# Andrena jakowlewi
Andrena jakowlewi là một loài Hymenoptera trong họ Andrenidae. Loài này được Morawitz mô tả khoa học năm 1894.